# DRAM1
DRAM1 (англ. DNA damage regulated autophagy modulator 1) – білок, який кодується однойменним геном, розташованим у людей на 12-й хромосомі. Довжина поліпептидного ланцюга білка становить 238 амінокислот, а молекулярна маса — 26 253.
| 10         |  | 20         |  | 30         |  | 40         |  | 50         |
| ---------- |  | ---------- |  | ---------- |  | ---------- |  | ---------- |
| MLCFLRGMAF |  | VPFLLVTWSS |  | AAFIISYVVA |  | VLSGHVNPFL |  | PYISDTGTTP |
| PESGIFGFMI |  | NFSAFLGAAT |  | MYTRYKIVQK |  | QNQTCYFSTP |  | VFNLVSLVLG |
| LVGCFGMGIV |  | ANFQELAVPV |  | VHDGGALLAF |  | VCGVVYTLLQ |  | SIISYKSCPQ |
| WNSLSTCHIR |  | MVISAVSCAA |  | VIPMIVCASL |  | ISITKLEWNP |  | REKDYVYHVV |
| SAICEWTVAF |  | GFIFYFLTFI |  | QDFQSVTLRI |  | STEINGDI   |  |            |

A: Аланін

C: Цистеїн

D: Аспарагінова кислота

E: Глутамінова кислота

F: Фенілаланін

G: Гліцин

H: Гістидин

I: Ізолейцин

K: Лізин

L: Лейцин

M: Метіонін

N: Аспарагін

P: Пролін

Q: Глутамін

R: Аргінін

S: Серин

T: Треонін

V: Валін

W: Триптофан

Задіяний у таких біологічних процесах, як апоптоз, автофагія, альтернативний сплайсинг. 
Локалізований у мембрані, лізосомі.